# Tayloria arenaria
Tayloria arenaria är en bladmossart som beskrevs av Brotherus 1903. Tayloria arenaria ingår i släktet trumpetmossor, och familjen Splachnaceae. Inga underarter finns listade i Catalogue of Life.